# Miên Huệ
Miên Huệ (chữ Hán: 綿惠; 20 tháng 10 năm 1764 - 6 tháng 9 năm 1796), Ái Tân Giác La, là một Tông thất của nhà Thanh trong lịch sử Trung Quốc.

## Cuộc đời
Miên Huệ sinh vào giờ Hợi, ngày 25 tháng 9 (âm lịch) năm Càn Long thứ 29 (1764), trong gia tộc Ái Tân Giác La. Ông là con trai trưởng của Lý Đoan Thân vương Vĩnh Thành, mẹ ông là Trắc Phúc tấn Hoàn Nhan thị (完颜氏).
Năm Càn Long thứ 42 (1777), phụ thân ông qua đời, ông được tập tước Lý Thân vương (履親王) đời thứ 3, nhưng Lý vương phủ không phải thừa kế võng thế, nên ông chỉ được phong làm Bối lặc (貝勒).
Năm Gia Khánh nguyên niên (1796), ngày 6 tháng 8 (âm lịch), giờ Hợi, ông qua đời, thọ 33 tuổi.
Năm thứ 6 (1801), tháng 11, ông được truy phong làm Lý Quận vương (履郡王).

## Gia quyến

### Thê thiếp
- Đích Phúc tấn: Bát Nhĩ Tế Cát Đặc thị (博爾濟吉特氏), con gái của Ba Lâm hữu kỳ Trát Tát Khắc Đa La Quận vương Ba Đồ (巴圖) - em trai của Đức Lặc Khắc, Ngạch phò của Hòa Thạc Hòa Uyển Công chúa.
- Thứ thiếp: Triệu thị (趙氏), con gái của Triệu Thăng (趙陞).

### Hậu duệ
- Con trai: Dịch Văn (奕文; 1789 - 1792), mẹ là Đích Phúc tấn Bát Nhĩ Tế Cát Đặc thị. Chết yểu.
- Con thừa tự: Dịch Luân (奕綸; 1790 - 1836), là con trai thứ hai của Thành Quận vương Miên Cần - con trai trưởng của Thành Triết Thân vương Vĩnh Tinh. Năm 1796 được tập tước Lý Thân vương (履親王) và được phong Bối lặc (貝勒). Có mười ba con trai.